# Johann Christian Woyzeck
Johann Christian Woyzeck, né le 3 janvier 1780 à Leipzig et exécuté le 27 août 1824 dans la même ville, est un criminel allemand.
Il est connu pour le meurtre de sa maîtresse, Johanna Christiane Woost. Cette affaire est notable pour avoir engendré un rapport long et élaboré sur l'état mental du meurtrier.

## Biographie
Woyzeck perdit sa mère à l'âge de 8 ans et son père à l'âge de 13 ans. Il commença un apprentissage chez un barbier et, en 1798, voyagea jusqu'à son enrôlement. À cette époque, il eut un fils d'une femme, qu'il n'épousa pas.
Il revint à Leipzig en 1818 et entama une relation avec Johanna Christiane Woost, veuve d'un célèbre chirurgien. La relation était minée par les trahisons de Johanna : elle avait l'habitude de traîner avec des soldats avec qui elle s'amusait. 
Woyzeck poignarda Johanna le 2 juin 1821. Interpellé près du lieu du crime, Woyzeck reconnut immédiatement les faits.

## Procès

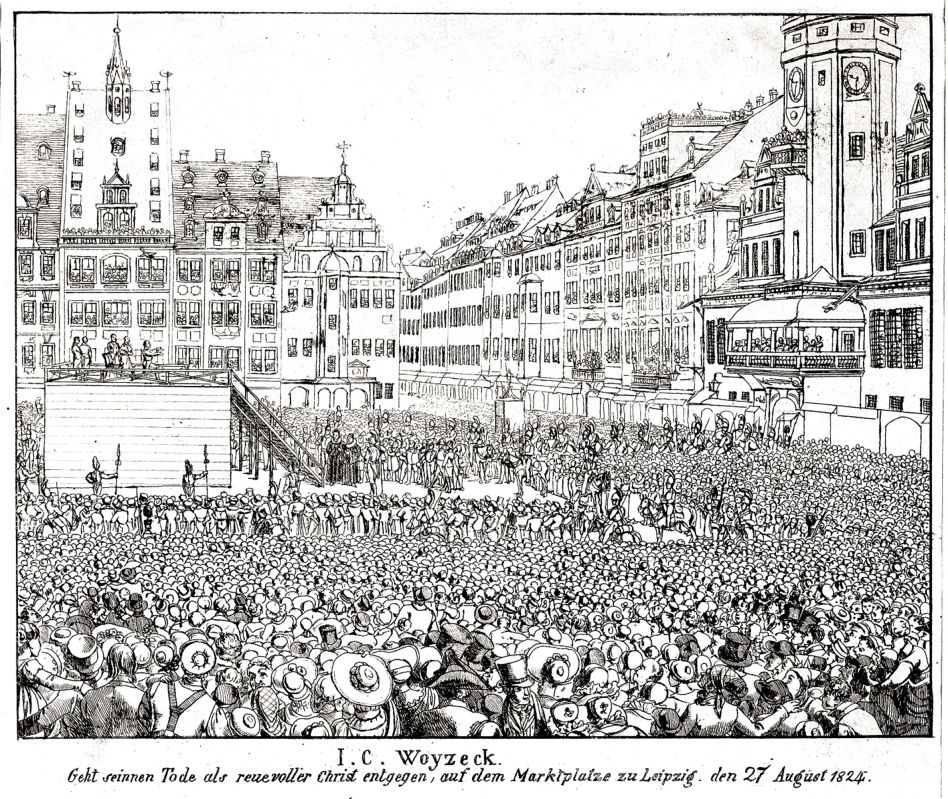
L'exécution publique.

Le procès dura plus de trois ans. À la demande de l'avocat de Woyzeck, le psychiatre Johann Christian August Clarus fut chargé de rédiger un rapport sur l'état mental du meurtrier. Après avoir rencontré Woyzeck, Clarus soutint qu'il était responsable de ses actes, bien que souffrant de maladies comme la dépression, la schizophrénie et de troubles comme la dépersonnalisation. Plus tard, on lui demanda de rédiger un second rapport. Il rencontra à nouveau Woyzeck à plusieurs reprises, et parvint à la même conclusion. Les écrits de Clarus sur l'état mental de Woyzeck ont été publiés sous le titre Die Zurechnungsfähigkeit des Mörders Johann Christian Woyzeck.
Le 11 octobre 1821, une première fois, et, une deuxième fois, le 12 juillet 1824, après une longue controverse psychiatrique, le tribunal condamna Woyzeck à mort. L'exécution publique eut lieu le 27 août 1824, sur la place du marché Markt de Leipzig. Ce fut la première exécution de la ville en trente ans, et la dernière. Devant une foule de spectateurs, Woyzeck fut décapité.

## Ouvrages dédiés à Woyzeck
Le fait divers rencontra un écho national ; il inspira l'œuvre Woyzeck du dramaturge Georg Büchner, écrite entre 1836 et 1837 et laissée inachevée à sa mort. 
Une comédie musicale s'en est inspirée, l'opéra d'Alban Berg intitulé Wozzeck, et quelques adaptations cinématographiques : celles homonymes de 1979 par Werner Herzog et de 1973 par Giancarlo Cobelli. L'auteur suédois Steve Sem-Sandberg a abordé ce cas historique dans son roman W. ou la guerre.